# Obétago
Obétago es un despoblado español del sur de la provincia de Soria. En la actualidad los restos de la antigua localidad se encuentran en el término municipal de Arcos de Jalón.

## Historia
La localidad a mediados del siglo XIX tenía una población con 10 habitantes, si bien era descrita ya como despoblado y pertenecía a Layna. Obetago aparece descrita en el decimosegundo volumen del Diccionario geográfico-estadístico-histórico de España y sus posesiones de Ultramar de Pascual Madoz de la siguiente manera:

OBETAGO: desp. en la prov. de Soria, par. jud. de Medinaceli, térm. juris. de Laina: se conservan 3 casas y la igl. parr. (San Bartolomé): su term. deslindado aun, confina con los de Sagides, Judes, Maranchon y Laina: el terreno es quebrado en su mayor parte y comprende un estenso prado pantanoso, que con sus emanaciones vicia la atmósfera, lo cual ha sido causa de la despoblacion; hay monte encinar y en él nace el riach. Blanco, que impulsa un molino harinero. caminos: los que dirigen á los pueblos limítrofes. prod.: cereales de buena calidad y leñas de pasto. pobl.: 3 vec., 10 alm. cap. imp.: 57,158 rs. 16 mrs.
(Madoz, 1849, p. 204)

En el siglo XXI, la zona, en la que todavía quedaban visibles restos de la iglesia, en especial la espadaña, estaba ocupada por un parque eólico.